# サミュエル・ラク＝サキ
サミュエル・ラク＝サキ（Samuel Rak-Sakyi, 2005年3月27日 - ）は、イングランドのロンドン出身のプロサッカー選手。プレミアリーグのチェルシーFC所属。イングランド代表。ポジションはミッドフィールダー。

## 経歴
ロンドンで生まれ育ち、8歳の頃からチェルシーFCのユースアカデミーに加入。
2024年6月にユース契約が満了し、8月21日に新たな2年契約を結んだ。11月7日、UEFAカンファレンスリーグのFCノア戦に途中出場してトップチームデビュー。12月12日、同じくUEFAカンファレンスリーグのFCアスタナ戦で初先発出場した。

## 家族
兄のジェスラン・ラク＝サキもプロサッカー選手で、2019年までは共にチェルシーのアカデミーに在籍していた。現在はシェフィールド・ユナイテッドFCに所属している。

## 代表歴
2021年から世代別のイングランド代表に選出されている。